# Desa Patemon (administrativ by i Indonesien, Jawa Tengah, lat -7,35, long 109,37)
Desa Patemon är en administrativ by i Indonesien.   Den ligger i provinsen Jawa Tengah, i den västra delen av landet, 300 km öster om huvudstaden Jakarta.